# Igreja de Nossa Senhora da Purificação (Montelavar)
A Igreja de Nossa Senhora da Purificação de Montelavar localiza-se em Montelavar, no Município de Sintra, Portugal.
Nos seus primórdios, a igreja de Montelavar seria dedicada a Santa Maria, não se sabendo, ao certo, qual a data da sua fundação, embora já existisse em 1348. Datam do primeiro quartel do século XVI as obras da actual Igreja de Montelavar e que, também por essa altura, muito provavelmente em simultâneo com a criação da paróquia e freguesia, deve ter mudado a epifania para Nossa Senhora da Purificação.
Actualmente, a igreja matriz tem uma fachada lateral com um curioso alpendre, ostentando ainda um relógio de sol datado de 1813. No interior, de uma só nave, destaca-se a capela-mor de traça manuelina. O harmonioso conjunto inicia-se no arco triunfal, gótico, decorado a rosetas, prolongando-se pela capela, forrada a azulejos do século XVII e coberta por uma abóboda de dois tramos, assente em mísulas. Nas paredes da nave correm lambris de azulejos tipo tapete. Conserva um altar a Nossa Senhora da Piedade datado de 1789. Infelizmente, terá desaparecido uma pintura quinhentista que representava São Martinho, Santa Luzia e Santa Catarina, que muito enriqueceria o espólio desta igreja, que conta, ainda, com uma grande cruz processional e um crucifixo, datados do século XVIII.
Depois de obras no valor de 200 mil euros, a igreja de Montelavar reabriu as suas portas no dia 7 de Fevereiro de 2010, numa cerimónia presidida pelo Cardeal Patriarca de Lisboa, D. José Policarpo, e o Presidente da Câmara Municipal de Sintra, Fernando Seara, onde também esteve presente o pároco Avelino Alves.